# Georg David Matthieu

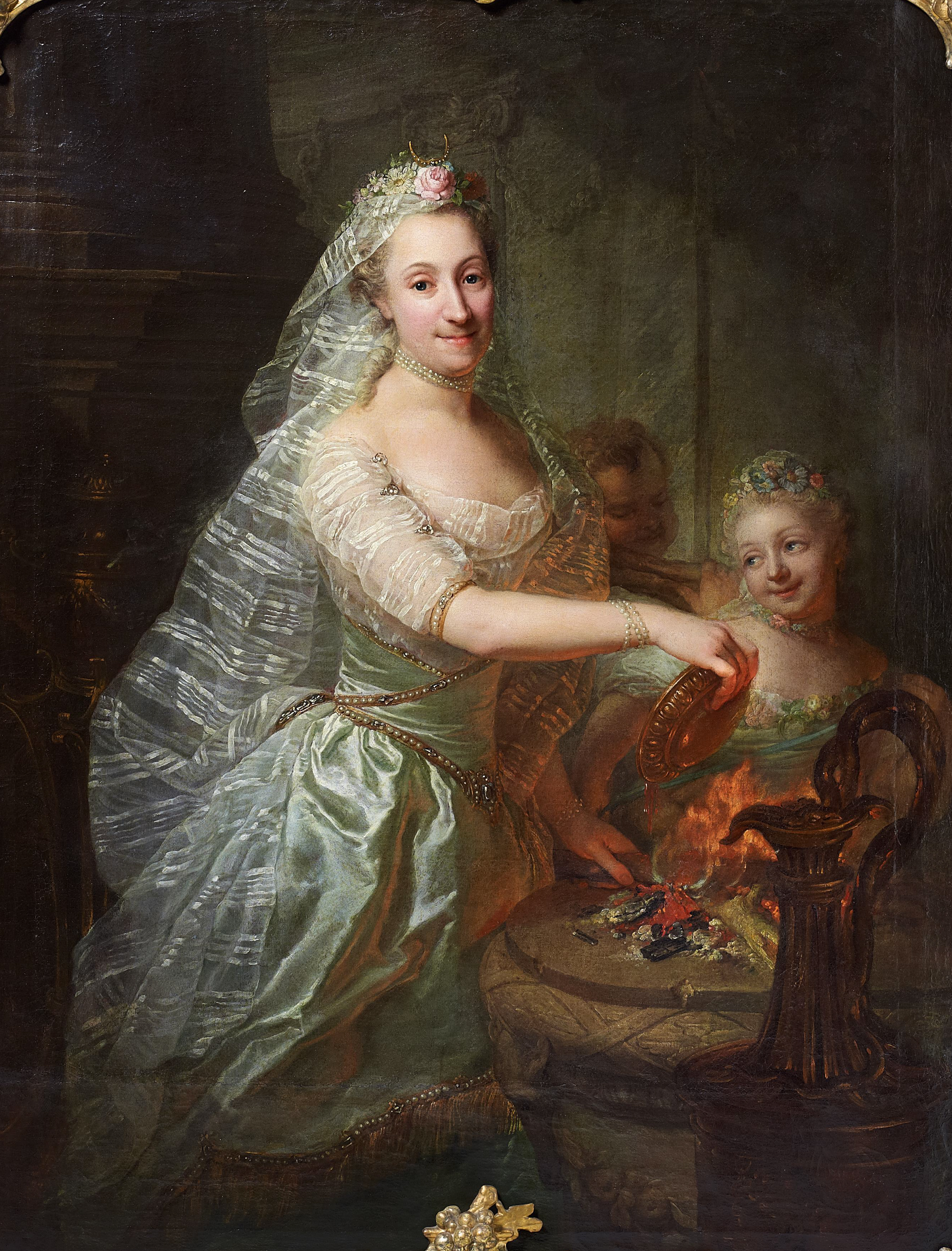
Retrato de Magdalene von Olthof como Sacerdotisa de Sacrificios (1762/64).

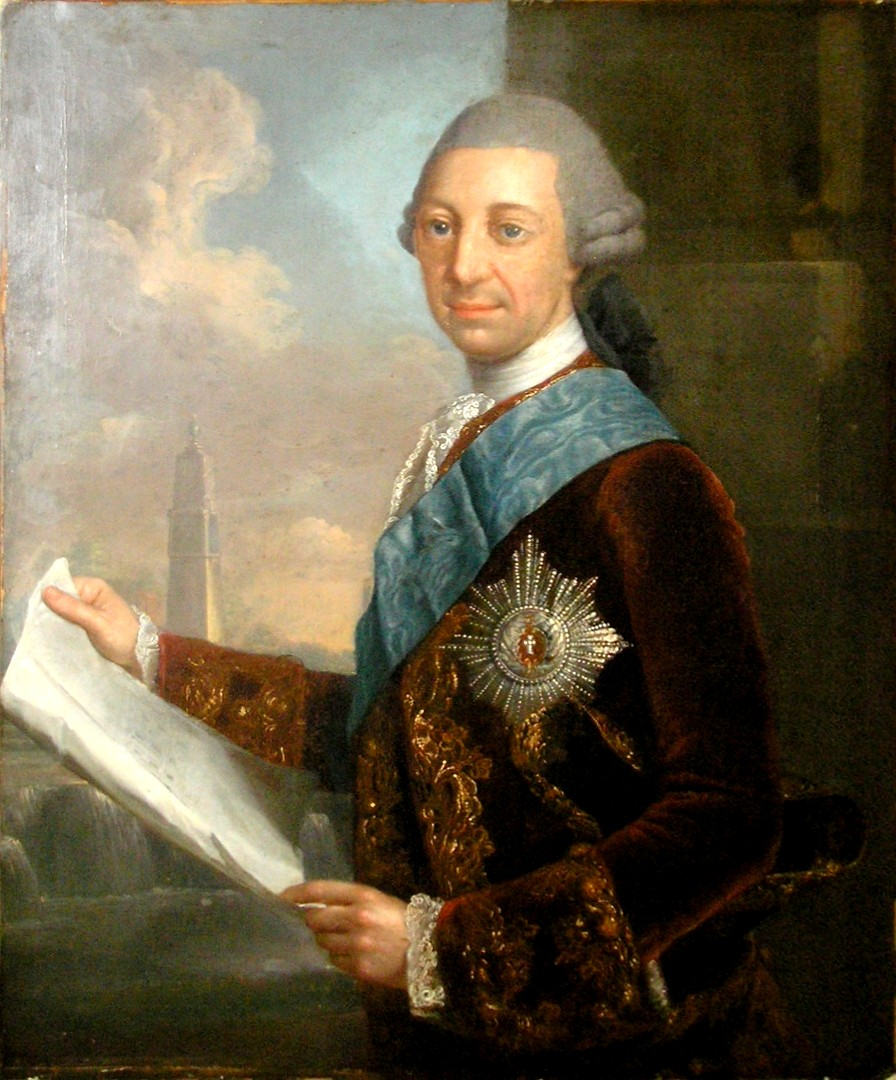
Federico II, Duque de Mecklemburgo (1772).

Georg David Matthieu (20 de noviembre de 1737, Berlín-3 de noviembre de 1778, Ludwigslust) fue un grabador y pintor de retratos alemán en estilo rococó que trabajó como pintor de corte para el Duque de Mecklemburgo.

## Biografía
Creció en una familia de artistas. Su padre, David Matthieu, fue un pintor de corte de Prusia. A través de su madrastra Anna Rosina (tercera esposa de su padre), estuvo relacionado con Georg Lisiewski (el padre de ella), que también trabajó en la corte prusiana, y los hermanos de ella, Anna Dorothea Therbusch y Christoph Lisiewski. Los hijos de ella, Leopold (1750-1778) y Rosina (1748-1795) también serían pintores.
Fue un estrecho amigo de Jacob Philipp Hackert y probablemente le acompañó en viajes de estudios a Italia. Entre 1762 y 1764, fue un invitado en el hogar de Adolf Friedrich von Olthof, el Gobernador Sueco en Stralsund, que era parte de la Pomerania Sueca en ese tiempo. En retorno, produjo muchos retratos de los von Olthofs y otros miembros de la nobleza sueca. Fue ahí cuando le fue comisionado realizar un retrato de la reina Sofía Carlota (que se acababa de casar con el rey Jorge III) para ser expuesto en el Castillo de Gripsholm.
En 1764, como resultado de ese retrato, se convirtió en pintor de la corte para el Gran Ducado de Mecklemburgo-Schwerin y se le dio un apartamento en el Palacio de Ludwigslust. Por el resto de su vida, estuvo en guardia y se mantuvo ocupado, pintando retratos de la familia ducal y sus parientes. También dio lecciones a Christian Ludwig Seehas, que después se convertiría en pintor de corte en Ludwigslust, pero la relación aparentemente no fue harmoniosa, y Seehas abandonó el lugar para estudiar en Dresde en su lugar. El tío de Matthieu, Christoph Lisiewski, lo sucedió como pintor de corte.
Las pinturas de Matthieu pueden verse ahora en todas las residencias ducales, aunque algunas también han sido adquiridas por el Staatliches Museum Schwerin y la Gemäldegalerie de Berlín.